# Maggås
Maggås is een plaats in de gemeente Orsa in het landschap Dalarna en de provincie Dalarnas län in Zweden. De plaats heeft 66 inwoners (2005) en een oppervlakte van 28 hectare.